# Benkovski (distrikt i Varna)
Benkovski (bulgariska: Бенковски) är ett distrikt i Bulgarien.   Det ligger i kommunen Obsjtina Avren och regionen Oblast Varna, i den östra delen av landet, 400 kilometer öster om huvudstaden Sofia.
Trakten runt Benkovski består till största delen av jordbruksmark. Runt Benkovski är det ganska glesbefolkat, med 22 invånare per kvadratkilometer.